# Douyge
La Douyge est un ruisseau français du département de la Corrèze, affluent rive gauche de la Vimbelle et sous-affluent de la Corrèze.

## Géographie
La Douyge prend sa source sur le plateau de Millevaches, dans le parc naturel régional de Millevaches en Limousin, au nord-est du massif des Monédières, vers 815 mètres d'altitude, au sud-ouest de la commune de Pradines, à proximité du lieu-dit la Paline.
Elle reçoit en rive droite le ruisseau de la Monédière, passe à l'ouest du village de Chaumeil puis au sud de celui de Saint-Augustin.
Elle conflue avec la Vimbelle en rive gauche, vers 335 mètres d'altitude, à l'est de Saint-Salvadour, en limite des communes de Beaumont et d'Orliac-de-Bar, au lieu-dit la Chapelle de Bort.
La Douyge est longue de 16,2 km pour un bassin versant de 30 km2, entièrement inclus dans le département de la Corrèze.

### Environnement
La Douyge, affluent de la Vimbelle, fait partie d'une zone naturelle d'intérêt écologique, faunistique et floristique (ZNIEFF), les « Vallées de la Corrèze et de la Vimbelle ».

### Affluents
Parmi les quatre affluents de la Douyge répertoriés par le Sandre, le plus long avec 2,6 km est le ruisseau de la Monédière, en rive droite.

### Département et communes traversés
À l'intérieur du département de la Corrèze, la Douyge arrose cinq communes,, soit d'amont vers l'aval :
- Pradines (source)
- Chaumeil
- Saint-Augustin
- Beaumont (confluent avec la Vimbelle)
- Orliac-de-Bar (confluent avec la Vimbelle)

## Monuments ou sites remarquables à proximité
- L'église Saint-Augustin, du XIIIe au XVIe siècle, à Saint-Augustin[5]